# ミリオン・ダラー・ベイビー (トミー・リッチマンの曲)
「ミリオン・ダラー・ベイビー」（MILLION DOLLAR BABY）は、アメリカの歌手、トミー・リッチマンの楽曲。2024年4月26日にリリースされた。
4月にリリースされるとBillboard Hot 100で初登場2位を獲得した。オーストラリア、ラトビア、ニュージーランドではチャートのトップに立ち、また多くの国でチャートのトップ10入りを果たした。